# Arunma Oteh
Arunma Oteh (geb. in Abia) ist eine nigerianisch-britische Wirtschaftswissenschaftlerin. Sie war Schatzmeisterin und Vizepräsidentin der Weltbank (2015–2018). Im Januar 2010 wurde sie Generaldirektorin der Securities and Exchange Commission (SEC) in Nigeria. In dieser Position war sie für die Regulierung der nigerianischen Kapitalmärkte, einschließlich der nigerianischen Börse, zuständig. Im Juli 2015, nach ihrer Amtszeit bei der SEC, wurde sie zur Vizepräsidentin und Schatzmeisterin der Weltbank ernannt. Im Juli 2021 wurde sie zur Vorsitzenden der Royal African Society ernannt und löste damit Zeinab Badawi ab.

## Frühe Jahre und Bildung
Arunma Oteh hat die nigerianische sowie die britische Staatsangehörigkeit. Sie stammt aus dem Bundesstaat Abia. Sie studierte an der University of Nigeria in Nsukka und erwarb einen erstklassigen Abschluss in Informatik. Anschließend besuchte sie die Harvard Business School, wo sie einen Master-Abschluss in Betriebswirtschaft erwarb. Sie ist Mitherausgeberin des Buches „African Voices, African Visions“.

## Karriere
Oteh hat für verschiedene Institutionen inklusive der Harvard Institute for International Development und Centre Point Investments Limited of Nigeria in den Bereichen Unternehmensfinanzierung, Beratung, Lehre und Forschung gearbeitet. Sie trat 1992 der African Development Bank (AfDB) bei.
Oteh war von 1993 bis 1997 Senior Investment Officer/Senior Capital Markets Officer und von 1997 bis 2001 Division Manager Investments and Trading Room, bis sie dann zur Schatzmeisterin der Bank ernannt wurde und für die Mittelbeschaffung und Investitionen auf den wichtigsten internationalen Kapitalmärkten zuständig war.
Oteh wurde im März 2006 zur Vizepräsidentin für Unternehmensmanagement bei der AfDB ernannt und war für die Bereiche Sprachendienst, allgemeine Dienste und Beschaffung, Personalwesen sowie Informationsmanagement und -methoden zuständig.

### SEC Generaldirektorin, 2009–2015
Oteh wurde im Juli 2009 von Präsident Umaru Yar’Adua zur Generaldirektorin der Securities & Exchange Commission ernannt. Arunma Oteh wurde im Januar 2010 Generaldirektorin der SEC, nachdem sie vom Senat bestätigt worden war.
In einem Interview Juni 2010 mit BBC wurde Oteh unter „wash sales, market rigging, pumping and dumping shares“ in Bezug auf die Missstände auf dem nigerianischen Kapitalmarkt erwähnt. Sie sagte, die SEC erwarte, dass etwa 200 Personen und Unternehmen in Zivil- oder Strafverfahren angeklagt werden sollen. Sie stieß auf den Widerstand der mächtigen „rent-seeking“ Elite Nigerias, zeigte sich aber zuversichtlich, da sie von Präsident Goodluck Jonathan unterstützt wurde. Im August 2010 entließ die Börsenaufsichtsbehörde, aufgrund einiger festgestellter Fälle von Marktmissbrauch, die Leitung der nigerianischen Börse.
Der Ausschuss des Repräsentantenhauses für Kapitalmärkte und Institutionen (House Committee of Capital Markets and Institutions) leitete im April 2012 eine öffentliche Untersuchung über den Beinahe-Zusammenbruch des nigerianischen Kapitalmarkts im Jahr 2008 ein. Oteh und der Ausschussvorsitzende lieferten sich einen hitzigen Schlagabtausch über den Schwerpunkt der Anhörung, der zum Rücktritt des Vorsitzenden aus dem Ausschuss führte, nachdem ihm vorgeworfen wurde, er habe um Bestechungsgelder gebeten, um die Untersuchung des Abgeordnetenhauses zu beeinflussen, und er habe öffentliche Gelder für die eigene Teilnahme an einem Workshop in der Dominikanischen Republik ausgegeben, aber weder an dem Programm teilgenommen noch das Geld zurückgegeben.
Die SEC veröffentlichte zwei Erklärungen, in denen sie ihren Standpunkt zu den während der öffentlichen Anhörung vorgebrachten Vorwürfen darlegte. Die erste Presseerklärung vom 19. März 2012 konzentrierte sich auf die verschiedenen vom Ausschuss erhobenen Vorwürfe.
Im Juni 2012 hieß es in der zweiten Presseerklärung, dass „Frau Oteh, die Generaldirektion der SEC oder ein Mitarbeiter der SEC dem Abgeordneten Hembe niemals finanzielle Avancen gemacht haben“. Ein neuer achtköpfiger Ad-hoc-Ausschuss wurde vom Repräsentantenhaus eingesetzt, um die Anhörung über den Beinahe-Zusammenbruch des Kapitalmarkts abzuschließen. Als mögliche Folge der Ereignisse, die bei den öffentlichen Anhörungen stattgefunden hatten, wurde Arunma Oteh vom SEC-Vorstand aufgefordert, sich zwangsweise beurlauben zu lassen, bis eine unabhängige Untersuchung der Verwaltung von Projekt 50, einem Programm, das von ihr zum Gedenken an 50 Jahre Kapitalmarktregulierung in Nigeria zusammengestellt wurde, abgeschlossen ist. Finanzministerin Dr. Ngozi Okonjo-Iweala, die für die Aufsicht über die Kommission zuständig ist, forderte die Nigerianer auf, sich in Geduld zu üben, bis das Ergebnis der Untersuchung von PricewaterhouseCoopers (PwC) vorliegt. Und schließlich wurde Arunma von der Firma von jeglichen kriminellen Verstößen entlastet.
Am 18. Juli 2012 wurde Oteh zurückgerufen um ihre Arbeit wieder aufzunehmen, nachdem eine unabhängige Untersuchung durch die vom Verwaltungsrat beauftragte Firma PricewaterhouseCoopers sie von jeglichem finanziellen Fehlverhalten freigesprochen hatte. Oteh beendete ihre fünfjährige Amtszeit als Generaldirektorin der SEC im Januar 2015.

### Weltbank, 2015–2018
Im Juli 2015 ernannte Jim Yong Kim, der Präsident der Weltbank, Arunma Oteh zur Vizepräsidentin und Schatzmeisterin der Institution. In dieser Funktion verwaltete sie das Schuldenportfolio der Organisation in Höhe von 200 Mrd. USD sowie ein Vermögensportfolio von fast 200 Mrd. USD für die Weltbankgruppe und 65 externe Kunden, darunter Zentralbanken, Pensionsfonds und Staatsfonds.
Ende 2018 verließ Oteh die Weltbank, um am St Antony’s College der Universität Oxford als akademische Gelehrte und Executive-in-Residence an der Saïd Business School zu arbeiten. Oteh wurde in die Powerlist 2020 der einflussreichsten Menschen afrikanischer/afrikanisch-karibischer Herkunft im Vereinigten Königreich aufgenommen.

### FSD Africa, seit 2022
Im Oktober 2022 gab FSD Africa, eine Entwicklungsagentur, die sich hauptsächlich auf die Finanzmärkte in Afrika konzentriert, bekannt, dass sie Arunma Oteh in ihren Vorstand berufen hat.

## Weitere Aktivitäten
- Ecobank, nicht-exekutives Mitglied des Verwaltungsrats (seit 2019)

## Anerkennungen
Im Jahr 2011 wurde Oteh in „Anerkennung ihres Beitrags zur wirtschaftlichen Entwicklung und zur Umgestaltung der nigerianischen Kapitalmärkte“ zum Officer of the Order of the Niger (OON) ernannt. Im Jahr 2011 erhielt sie die Auszeichnung „Distinction In Public Service“ des Commonwealth Business Council/African Business. Im Jahr 2014 gewann Oteh den CNBC Africa All Africa Business Leaders Awards (AABLA) in der Kategorie „Business Woman of the Year“ für Westafrika. Im Jahr 2020 wurde sie von Forbes in die Liste der „50 mächtigsten Frauen Afrikas“ aufgenommen.

## Bibliographie
- Olugbenga Adesida, Arunma Oteh: African Voices, African Visions. Nordic Africa Institute, 2004, ISBN 978-91-7106-530-8.